# Jimmy Armfield
James Christopher Armfield, mais conhecido como Jimmy Armfield, OBE (Denton, 21 de setembro de 1935 – 22 de janeiro de 2018) foi um futebolista e treinador inglês. Jogou por toda sua carreira no Blackpool. Armfield disputou duas copas do mundo pela Inglaterra, sendo campeão em 1966.

## Carreira

### Blackpool
Nascido em Denton, Armfield passaria toda sua carreira profissional defendendo o Blackpool. Conseguiria suas primeiras oportunidades no time principal após uma partida nas categorias de base, onde Jimmy marcou os quatro tentos na vitória por 4 x 1, enquanto era observado pelo treinador da equipe principal, o lendário Joe Smith. Impressionado com o desempenho do garoto, resolveu promovê-lo para o time profissional, tendo Armfield feito sua estreia na equipe principal na casa do Portsmouth contra o mesmo, tendo terminado com derrota por 3 x 0.
Tendo estado presente nas últimas temporadas do clube sob o comando de Smith, conseguiria com o time o melhor resultado da história da equipe laranja no campeonato inglês: um segundo lugar na temporada 1955-56. Três temporadas depois, era eleito o melhor futebolista jovem da Inglaterra. Porém, seu maior momento na carreira acabaria não sendo com o Blackpool, e sim, na Seleção Inglesa, a qual defenderia durante em 43 oportunidades, sendo quinze como capitão (também fora capitão do Blackpool durante quase uma década), quando conquistou a Copa do Mundo de 1966.

## Seleção
Também presente na edição anterior,[carece de fontes?] onde disputou todas as quatro partidas da Inglaterra no torneio, acabaria sofrendo uma lesão na edição do título pouco antes do torneio e não conseguindo disputar nenhuma partida. Ainda assim, terminaria o ano sendo eleito o segundo melhor jogador da Inglaterra, ficando atrás apenas de Bobby Charlton. Também, terminaria o ano sendo eleito o melhor jogador do Blackpool na temporada. Acabaria se aposentando com 35 anos, disputando sua última partida pelo clube em 1 de maio de 1971 contra o Manchester United, onde estiveram presentes mais de trinta mil torcedores.

## Como treinador
Pouco tempo após sua aposentadoria dos campos, assumiria como treinador o Bolton Wanderers. Seu maior momento no clube aconteceria em sua segunda temporada, quando terminou com o título da terceira divisão. Com seu sucesso no Bolton, receberia uma proposta para assumir o Leeds United, que estava em crise por conta da conturbada passagem de Brian Clough. Terminaria sua primeira temporada no clube com o vice-campeonato da Liga dos Campeões da UEFA, quando perdeu o título para o Bayern München em derrota por 2 x 0. Porém, mesmo mantendo um bom desempenho nas temporadas seguintes, onde sempre terminou entre os dez primeiros, acabou sendo demitido em 3 de julho de 1978.

## Títulos
Inglaterra
- Copa do Mundo: 1966

Bolton Wanderers
- Campeonato Inglês Terceira Divisão: 1973